# Ian Hunter (album)
Ian Hunter je první sólové studiové album britského zpěváka Iana Huntera. Jeho nahrávání probíhalo v rozmezí ledna a března 1975 ve studiu AIR Studios v Londýně a album vyšlo v dubnu téhož roku u vydavatelství Columbia Records. Jeho producentem byl Hunter spolu s Mickem Ronsonem, který na albu rovněž hraje na různé nástroje.

## Seznam skladeb
Všechny skladby napsal Ian Hunter, mimo skladby „Boy“ kterou napsal spolu s Mickem Ronsonem.
| Pořadí         | Název                                             | Délka |
| -------------- | ------------------------------------------------- | ----- |
| 1.             | Once Bitten Twice Shy                             | 4:44  |
| 2.             | Who Do You Love                                   | 3:51  |
| 3.             | Lounge Lizard                                     | 4:32  |
| 4.             | Boy                                               | 8:52  |
| 5.             | 3,000 Miles from Here                             | 2:48  |
| 6.             | The Truth, the Whole Truth, Nuthin' But the Truth | 6:13  |
| 7.             | It Ain't Easy When You Fall/Shades Off            | 5:46  |
| 8.             | I Get So Excited                                  | 3:48  |
| Celková délka: | Celková délka:                                    | 40:38 |

## Obsazení
- Ian Hunter – zpěv, kytara, klavír, perkuse, vokály v pozadí
- Mick Ronson – kytara, varhany, Mellotron, baskytara
- Geoff Appleby – baskytara, vokály v pozadí
- Dennis Elliott – bicí, perkuse
- Pete Arnesen – klavír
- John Gustafson – baskytara